# Bergholz (Naturschutzgebiet)
Koordinaten: 51° 35′ 57″ N, 11° 58′ 39″ O

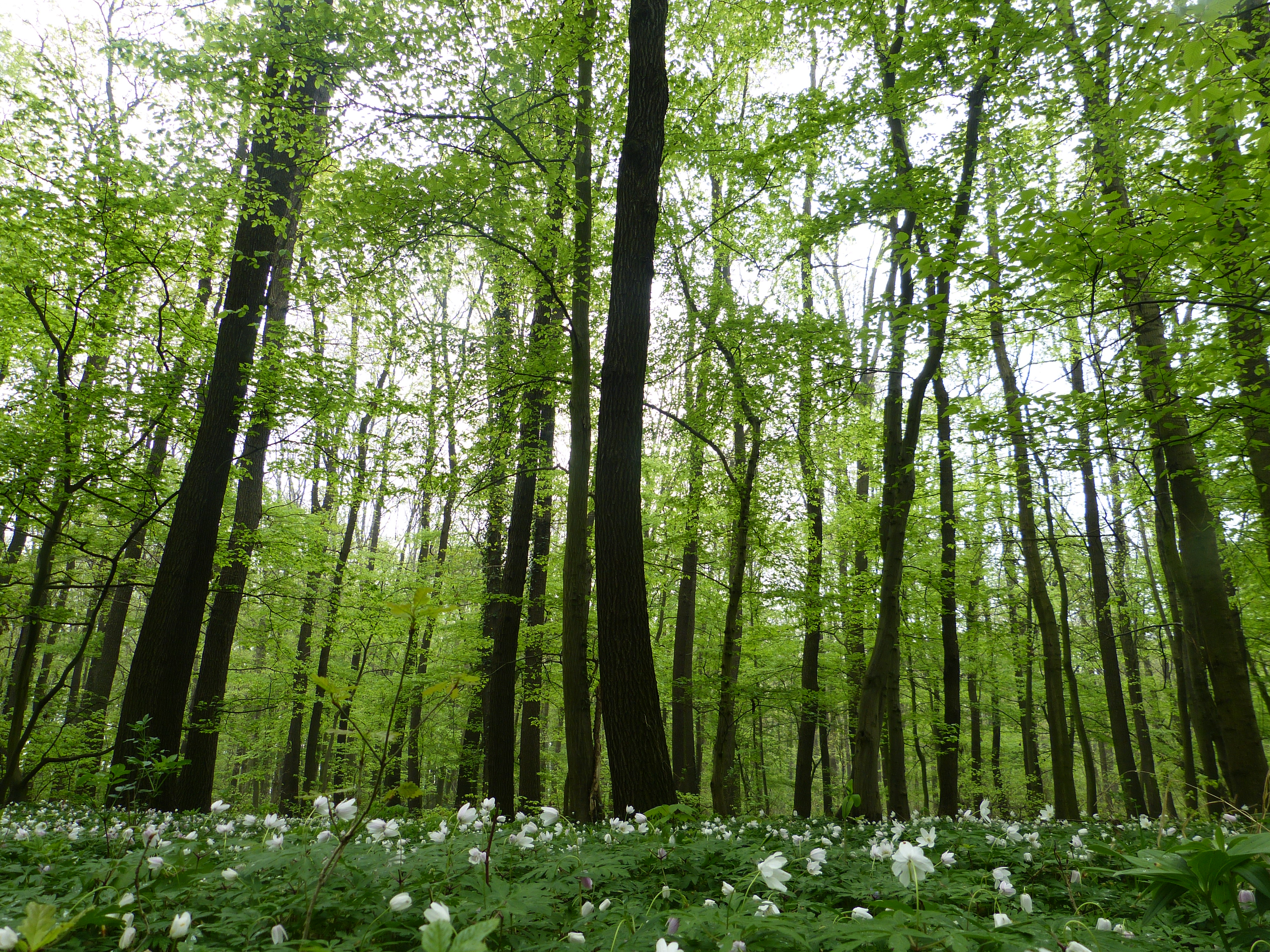
Naturschutzgebiet „Bergholz“

Das Bergholz ist ein Naturschutzgebiet in der Einheitsgemeinde Petersberg im Saalekreis in Sachsen-Anhalt.
Das Naturschutzgebiet mit dem Kennzeichen NSG 0114 ist 79,37 Hektar groß. Es ist vollständig Bestandteil des rund 181 Hektar großen FFH-Gebietes „Bergholz nördlich Halle“ und vom Landschaftsschutzgebiet „Petersberg“ umgeben. Das Gebiet steht seit dem 1. Mai 1961 unter Schutz (Datum der Verordnung: 30. März 1961). Zuständige untere Naturschutzbehörde ist der Saalekreis.
Das aus zwei Teilflächen bestehende Naturschutzgebiet liegt nördlich von Halle (Saale). Es stellt naturnahe, winterlindenreiche Traubeneichen-Hainbuchenwälder als Reste der natürlichen Vegetation des Gebietes unter Schutz. Die Baumschicht wird von Traubeneiche und Winterlinde dominiert. Daneben stocken Hainbuche, Stieleiche, Hängebirke und Rotbuche. In der nördlichen Teilfläche tritt verstärkt auch die Feldulme auf. Kleinflächig stocken auch Bergahorn und Gemeine Esche. In der Krautschicht der Waldgesellschaften siedeln u. a. Türkenbundlilie, Zwerglerchensporn, Süße Wolfsmilch, Moschuskraut und Kleines Springkraut.
Die Wälder im Naturschutzgebiet sind Lebensraum für verschiedene Vögel wie Rot- und Schwarzmilan, Habicht, Waldohreule, Waldkauz, Schwarz- und Mittelspecht, Kolkrabe, Hohltaube, Neuntöter und Ortolan, die alle hier auch brüten.
Teile der Wälder werden vom Landesforstbetrieb Sachsen-Anhalt bewirtschaftet. 58 Hektar sind als Naturwaldreservat ausgewiesen. Die beiden Teilflächen des Naturschutzgebietes sind durch weitere bewaldete Flächen miteinander verbunden. An die südliche Teilfläche schließen sich weitere Waldflächen an. Ansonsten sind die Flächen überwiegend von landwirtschaftlichen Nutzflächen umgeben. Die nördliche Teilfläche wird im Südosten von einer Kreisstraße durchquert, die südliche Teilfläche von einer Kreisstraße tangiert.